# Schieritz (Diera-Zehren)
Schieritz ist ein Ortsteil der sächsischen Gemeinde Diera-Zehren im Landkreis Meißen. Er wurde am 1. November 1935 nach Zehren eingemeindet, mit dem der Ort am 1. Januar 1999 zur Gemeinde Diera-Zehren kam.

## Geographie

### Geographische Lage und Verkehr
Schieritz liegt in der Lommatzscher Pflege, links der Elbe an der Staatsstraße 32 direkt westlich von Zehren. Durch den Ort verläuft der Ketzerbach, der bei Zehren in die Elbe mündet.

### Nachbarorte
| Ickowitz  |                                             |        |
| Piskowitz | Kompassrose, die auf Nachbargemeinden zeigt | Zehren |
| Priesa    | Seilitz                                     |        |

## Geschichte

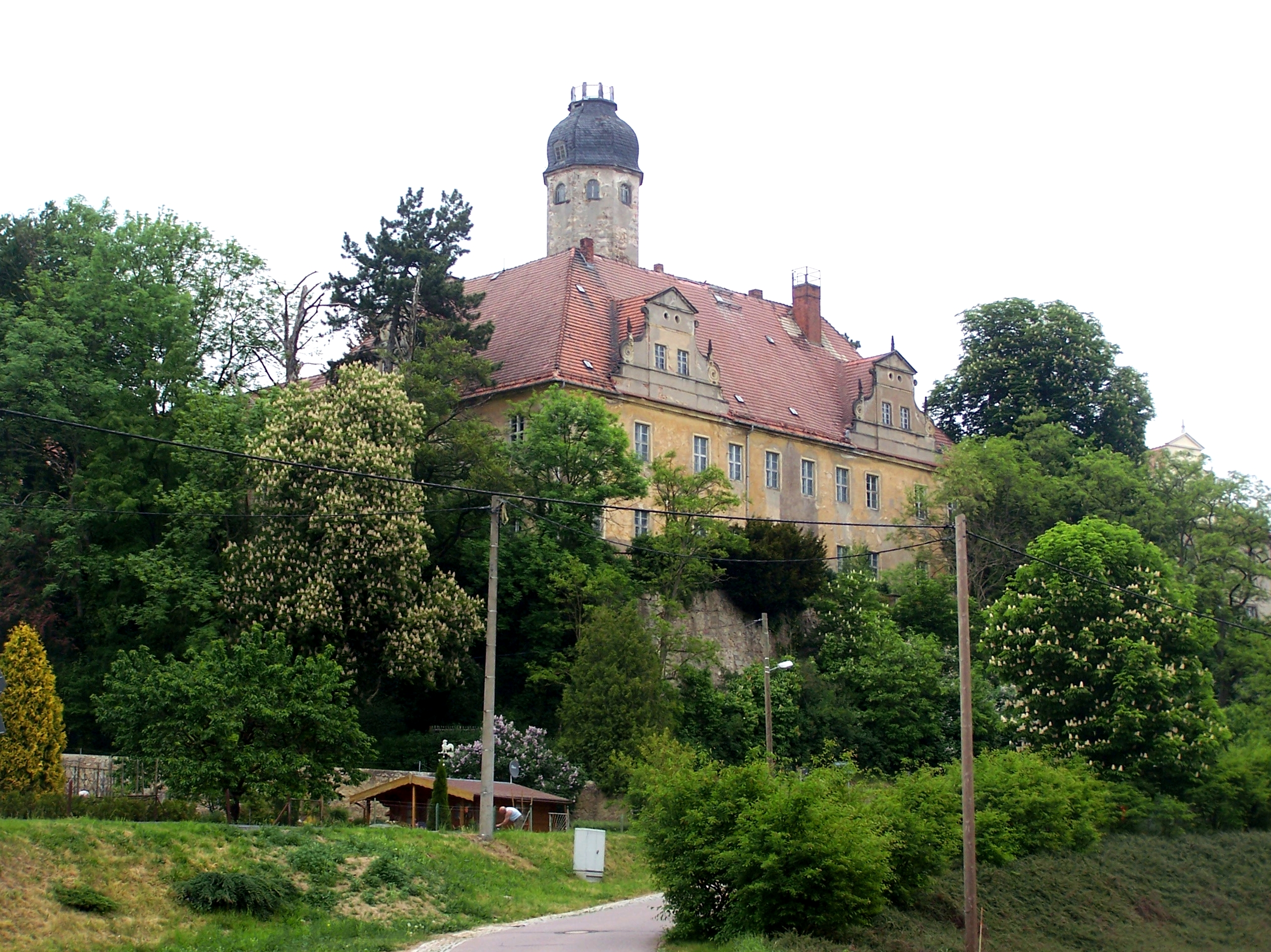
Ansicht des Schlosses vom Ort aus

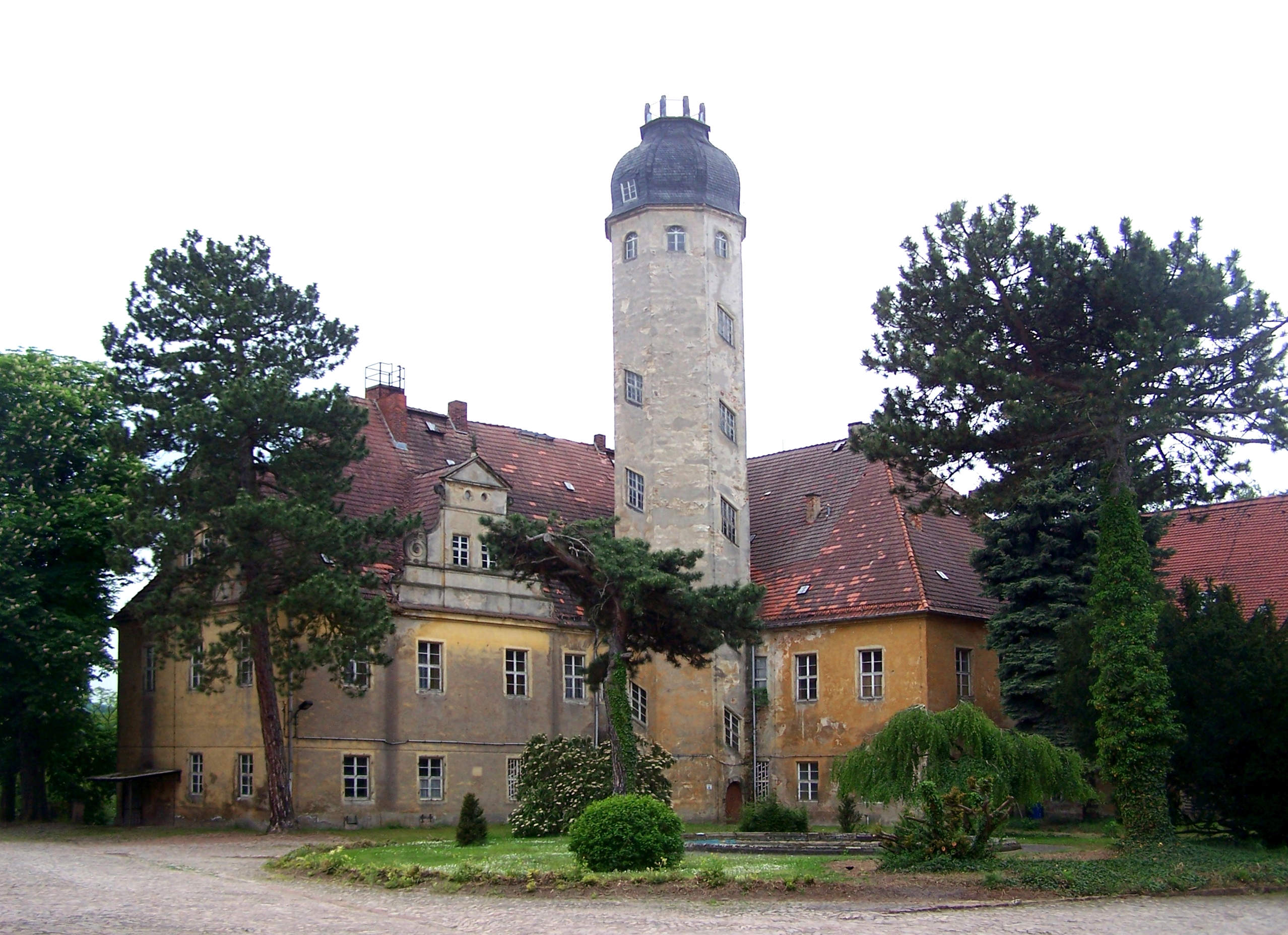
Ansicht vom Schlosshof aus

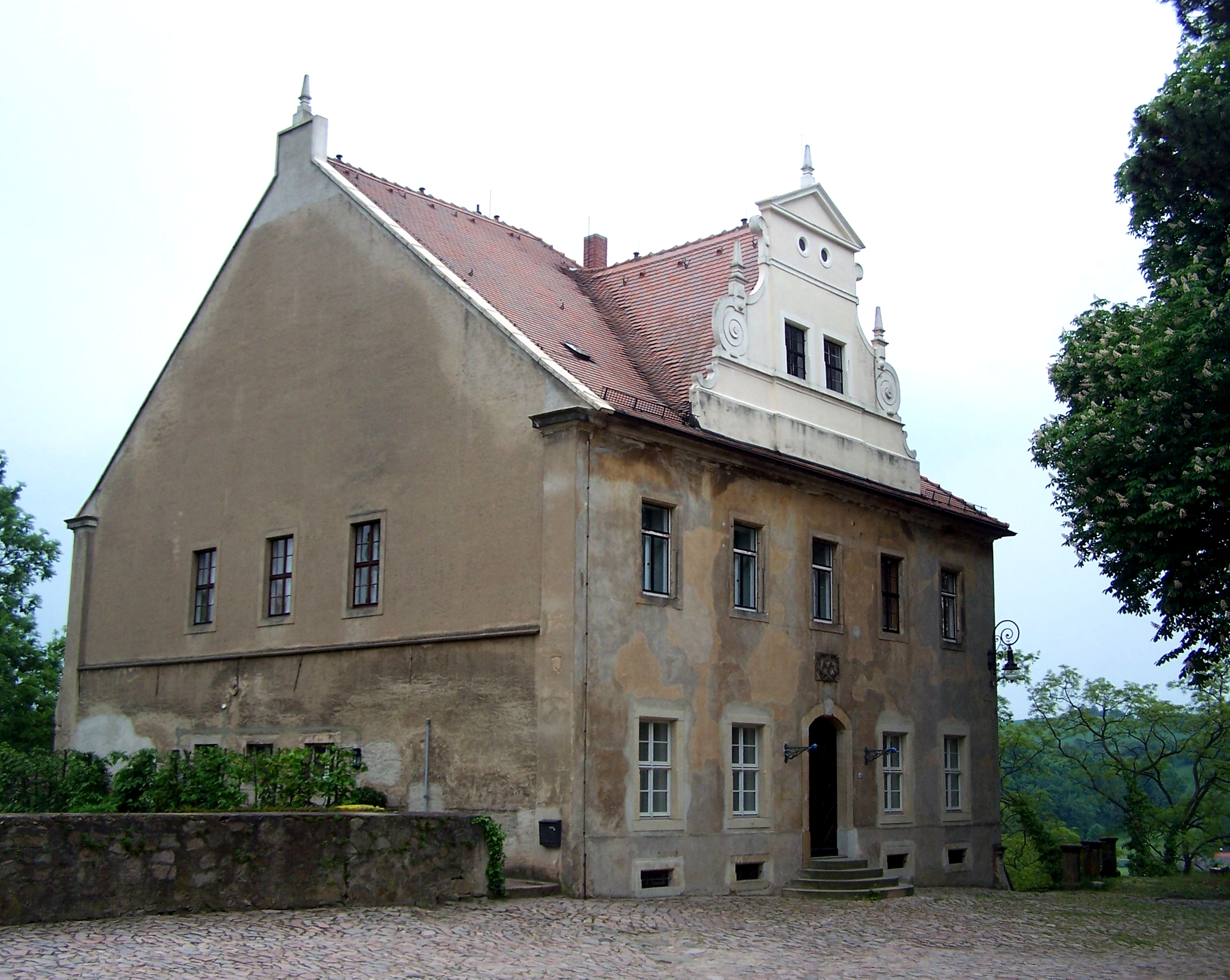
Nebengebäude des Schlosses

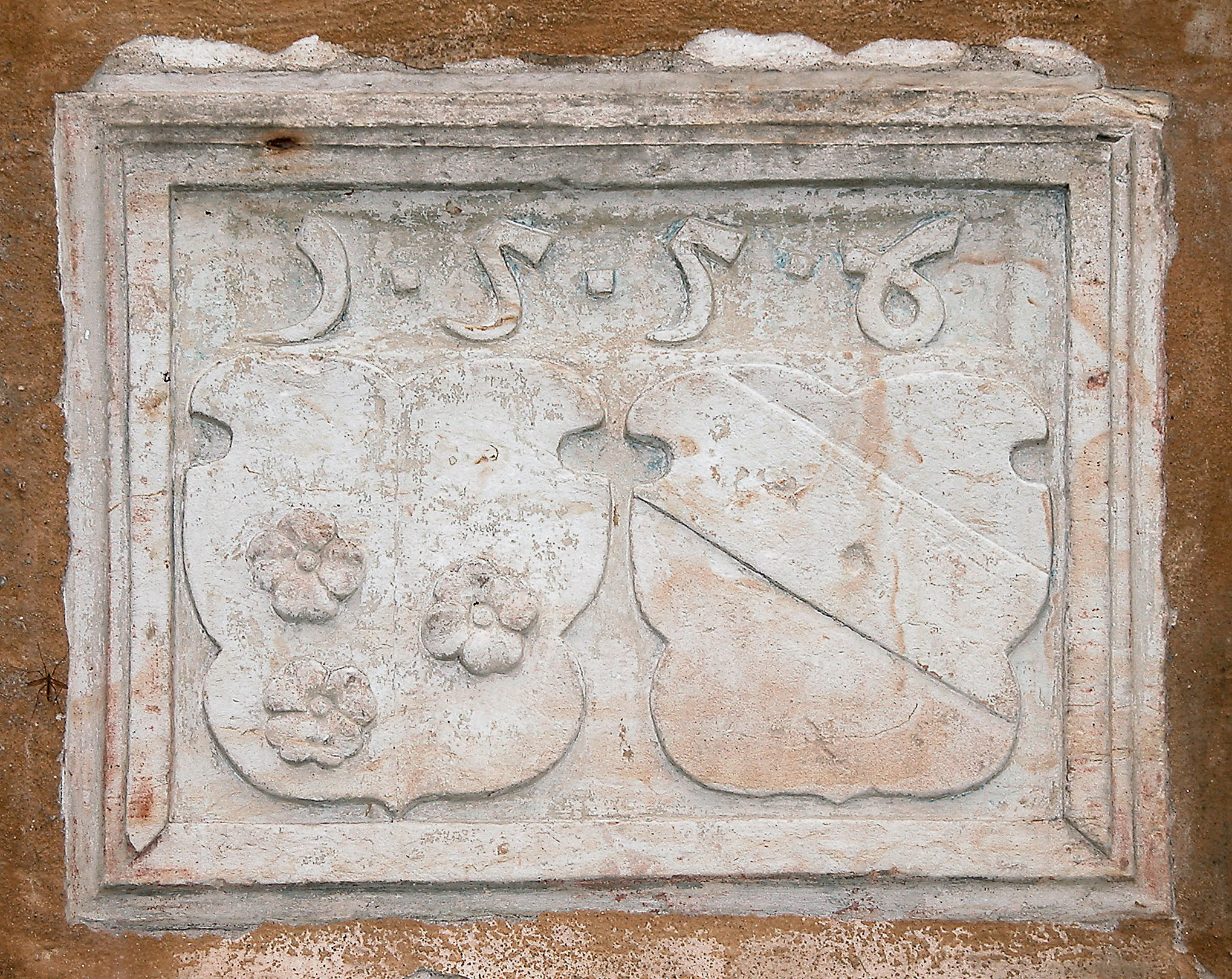
Schloss Schieritz. Wappen des Georg von Schleinitz und seiner zweiten Frau Martha von Starschedel

Die mittelalterliche Turmhügelburg am Schieritzer Dragonerberg, welche nicht identisch ist mit dem Vorgängerbau des Schlosses Schieritz, existierte nach historisch ungesicherten Vermutungen bereits im Zeitraum zwischen 1200 und 1250. Als gesichert gilt, dass die Burg im frühen 13. Jahrhundert aufgegeben wurde. Der Vorgängerbau der Burg Schieritz von Dominus Conradus wurde bereits um 1260 erwähnt.
Im Jahr 1360 wurde ein Herrensitz erwähnt, dessen Inhaber Ulrich von Gorenzk als dicti de Schyricz und seine Frau Agnes mit ihren fünf Söhnen war. Später entwickelte sich daraus ein Vorwerk und später ein Rittergut und das Schloss Schieritz. Die Grundherrschaft über die Gutssiedlung Schieritz auf Block- und Streifenflur übte 1551 das Rittergut Seerhausen aus, um 1696 und später wird das Schieritzer Rittergut als Grundherr erwähnt.
Schieritz gehörte bis ins 19. Jahrhundert zum kursächsischen bzw. königlich-sächsischen Erbamt Meißen. Bei den im 19. Jahrhundert im Königreich Sachsen durchgeführten Verwaltungsreformen wurden die Ämter aufgelöst. Dadurch kam Schieritz im Jahr 1856 unter die Verwaltung des Gerichtsamts Meißen und 1875 an die neu gegründete Amtshauptmannschaft Meißen. Im Jahr 1900 betrug die Größe der Gemarkung 174 Hektar. Der Ort war nach Zehren gepfarrt und gehörte wie heute noch zur dortigen Kirchgemeinde. Von 304 Einwohnern im Jahr 1925 waren 285 evangelisch-lutherisch, vier katholisch und 15 konfessionslos.
Am 1. November 1935 wurde Schieritz nach Zehren eingemeindet. Durch die Kreisreform 1952 wurde der Ort Teil des aus der Amtshauptmannschaft gebildeten Kreises Meißen im Bezirk Dresden, der sich in der Nachwendezeit mehrmals vergrößerte. Diera und Zehren schlossen sich zum 1. Januar 1999 zu Diera-Zehren zusammen, seitdem ist Schieritz ein Ortsteil dieser Gemeinde.

### Entwicklung der Einwohnerzahl
| Jahr | Einwohnerzahl                |
| ---- | ---------------------------- |
| 1551 | 9 besessene Mann, 4 Inwohner |
| 1764 | 8 Gärtner, 12 Häusler        |
| 1834 | 235                          |
| 1871 | 256                          |
| 1890 | 260                          |
| 1910 | 280                          |
| 1925 | 304                          |
| 2011 | 227                          |
| 2019 | 222                          |

## Sehenswürdigkeiten
- Schloss Schieritz
- Mühle Schieritz